# Defold
Defold — багатоплатформний, безкоштовний ігровий рушій з доступним вихідним кодом, розроблений King Digital, а потім Defold Foundation. Використовується в основному для створення двовимірних (2D) ігор, але повністю підтримує і тривимірні (3D).

## Опис
Defold — це завантажуване програмне забезпечення, яке постачається з власним вбудованим інтегрованим середовищем розробки. Defold орієнтований на настільні, мобільні, консольні та веб-платформи. Defold використовує Lua для написання сценаріїв, але також допускає власні розширення, написані на C, C++ та інших мовах програмування, специфічних для конкретної цілі. Проекти Defold організовані у вигляді колекцій, які складаються з ієрархії ігрових об'єктів, що містять ігрові об'єкти. Сценарії між ігровими об'єктами обробляються з використанням парадигми передачі повідомлень, що дозволяє сценаріям взаємодіяти у моделях відповіді на виклик та моделях на основі подій. IDE Defold підтримує відстеження Git в редакторі.

## Підтримувані платформи
Редактор Defold можна запустити на трьох платформах:
- Windows (Vista або новіше, 64-розрядна версія);
- macOS (Big Sur або новіший);
- Linux (Ubuntu 18.04 або новіше, 64-розрядна версія).

Спочатку підтримує дев'ять платформ:
- Windows (32- та 64-розрядна версії);
- macOS (x86_64 і Apple Silicon);
- Linux;
- HTML (HTML5 та WebAssembly);
- Android (32- та 64-розрядна версії);
- iOS;
- Nintendo Switch (потрібно схвалення Nintendo);
- PlayStation 4 (потрібне схвалення Sony);
- PlayStation 5 (потрібне схвалення Sony).

## Історія
Defold був створений в 2008 році Крістіаном Мюрреєм (англ. Christian Murray) та Рагнаром Свенссоном (англ. Ragnar Svensson) як побічний проект, поки вони працювали в Avalanche Studios, а потім як повноцінний програмний продукт, перш ніж був придбаний King Digital у 2014 році. Defold доопрацьовувався і використовувався всередині компанії King Digital протягом декількох років, перш ніж було прийнято рішення зробити Defold доступним для розробників за межами компанії. Деякі розробники мобільних пристроїв висловили стурбованість щодо довгострокових намірів King Digital щодо цього рушія, а також відсутності чіткої бізнес-мети. Розробка тривала: випускалися додаткові випуски рушія та редактора, причому важливою віхою став випуск нового редактора в 2017. Defold був номінований як найкращий рушій на конкурсах Develop Awards 2018, Pocket Gamer Mobile Games Awards 2018 та 2019 років.